# Saison 2012 de la Currie Cup Premier Division
Navigation
Currie Cup 2011 Currie Cup 2013
La saison 2012 de la Currie Cup Premier Division voit s'affronter les six meilleures provinces d'Afrique du Sud du 11 août au 27 octobre 2012. La compétition, raccourcie à partir de cette édition en passant à un format de huit à six équipes, est en deux phases. Lors de la première phase de la compétition, les équipes s'affrontent en matchs aller-retour. Les quatre premières sont qualifiées pour les demi-finales. L'équipe classée première affronte celle classée quatrième, et l'équipe classée seconde affronte celle classée troisième.
La Western Province remporte la compétition en battant les Natal Sharks en finale sur le score de 25 à 18 et met fin à onze années sans titre dans la compétition. Les Free State Cheetahs, arrivés dernier de la phase régulière, conservent leur place dans l'élite en disposant des Eastern Province Kings lors des matchs de barrage aller-retour.

## Équipes participantes
La compétition oppose pour la saison 2012 les six meilleures provinces sud-africaines de rugby à XV :
| - Blue Bulls - Free State Cheetahs - Golden Lions | - Griqualand West Griquas - Natal Sharks - Western Province |

## Résumé des résultats

### Classement de la phase régulière
| Rang | Province            | J  | V | N | D | Bo | Bd | Pm  | Pe  | Diff | Pts |
| ---- | ------------------- | -- | - | - | - | -- | -- | --- | --- | ---- | --- |
| 1    | Natal Sharks        | 10 | 7 | 0 | 3 | 5  | 2  | 292 | 233 | +59  | 35  |
| 2    | Golden Lions (T)    | 10 | 6 | 0 | 4 | 4  | 0  | 285 | 279 | +6   | 28  |
| 3    | Western Province    | 10 | 5 | 0 | 5 | 3  | 2  | 272 | 226 | +46  | 25  |
| 4    | Blue Bulls          | 10 | 5 | 0 | 5 | 2  | 1  | 280 | 291 | -11  | 23  |
| 5    | Griquas             | 10 | 4 | 0 | 6 | 3  | 1  | 250 | 313 | -63  | 20  |
| 6    | Free State Cheetahs | 10 | 3 | 0 | 7 | 2  | 4  | 268 | 305 | -37  | 18  |

|  | Qualifiés pour la phase finale (no 1, no 2, no 3, no 4). |
|  | Dispute le barrage contre le 1er de la First Division    |
|  | T : Tenant du titre 2011                                 |

Attribution des points : victoire sur tapis vert : 5, victoire : 4, match nul : 2, défaite : 0, forfait : -2 ; plus les bonus (offensif : 4 essais marqués ; défensif : défaite par 7 points d'écart maximum).
Règles de classement : ?

### Phase finale
|  | Demi-finales                                           | Demi-finales                                     |                  |    | Finale                                           | Finale                                           |
|  | Demi-finales                                           | Demi-finales                                     |                  |    | Finale                                           | Finale                                           |
|  |                                                        |                                                  |                  |    |                                                  |                                                  |
|  | le 20 octobre 2012 au Kings Park Stadium, Durban       | le 20 octobre 2012 au Kings Park Stadium, Durban |                  |    | le 27 octobre 2012 au Kings Park Stadium, Durban | le 27 octobre 2012 au Kings Park Stadium, Durban |
|  | le 20 octobre 2012 au Kings Park Stadium, Durban       | le 20 octobre 2012 au Kings Park Stadium, Durban |                  |    | le 27 octobre 2012 au Kings Park Stadium, Durban | le 27 octobre 2012 au Kings Park Stadium, Durban |
|  | [1] Natal Sharks                                       | 20                                               |                  |    | le 27 octobre 2012 au Kings Park Stadium, Durban | le 27 octobre 2012 au Kings Park Stadium, Durban |
|  | [1] Natal Sharks                                       | 20                                               |                  |    | le 27 octobre 2012 au Kings Park Stadium, Durban | le 27 octobre 2012 au Kings Park Stadium, Durban |
|  | [4] Blue Bulls                                         | 3                                                |                  |    | le 27 octobre 2012 au Kings Park Stadium, Durban | le 27 octobre 2012 au Kings Park Stadium, Durban |
|  | [4] Blue Bulls                                         | 3                                                | [1] Natal Sharks | 18 |                                                  |                                                  |
|  | le 20 octobre 2012 au Ellis Park Stadium, Johannesburg |                                                  | [1] Natal Sharks | 18 |                                                  |                                                  |
|  |                                                        | [3] Western Province                             | 25               |    |                                                  |                                                  |
|  | [2] Golden Lions                                       | [3] Western Province                             | 25               | 16 |                                                  |                                                  |
|  | [2] Golden Lions                                       |                                                  |                  | 16 |                                                  |                                                  |
|  | [3] Western Province                                   | 21                                               |                  |    |                                                  |                                                  |
|  | [3] Western Province                                   | 21                                               |                  |    |                                                  |                                                  |

## Résultats détaillés

### Résultats des matchs de la phase régulière

#### Tableau synthétique des résultats
L'équipe qui reçoit est indiquée dans la colonne de gauche.
| Province            | BLU   | FSC   | GRI   | LIO   | NAT   | WES   |
| ------------------- | ----- | ----- | ----- | ----- | ----- | ----- |
| Blue Bulls          |       | 34-30 | 35-20 | 23-32 | 42-31 | 26-13 |
| Free State Cheetahs | 32-18 |       | 35-20 | 23-38 | 30-37 | 22-29 |
| Griquas             | 49-34 | 16-29 |       | 37-21 | 22-15 | 20-25 |
| Golden Lions        | 29-50 | 43-20 | 32-42 |       | 28-22 | 26-23 |
| Natal Sharks        | 13-12 | 34-32 | 42-3  | 30-14 |       | 43-27 |
| Western Province    | 42-6  | 36-15 | 45-21 | 9-22  | 23-25 |       |

|  | Victoire à domicile |  | Match nul |  | Défaite à domicile |

#### Détail des résultats
Les points marqués par chaque équipe sont inscrits dans les colonnes centrales (3-4) alors que les essais marqués sont donnés dans les colonnes latérales (1-6). Les points de bonus sont symbolisés par une bordure bleue pour les bonus offensifs (quatre essais ou plus marqués), orange pour les bonus défensifs (défaite avec au plus sept points d'écart), rouge si les deux bonus sont cumulés. 

### Demi-finales
| 20 octobre 2012 16 h 30 UTC+2 | Natal Sharks                                                            | 20 – 3 (9 – 0) | Blue Bulls                                                   | Kings Park Stadium, Durban Arbitre : Mark Lawrence |
| 20 octobre 2012 16 h 30 UTC+2 | Essai(s) : Mvovo (74e) Pénalité(s) : Lambie 5 (22e, 31e, 33e, 47e, 68e) |                | Pénalité(s) : Steyn (62e) Carton(s) jaune(s) : Mellett (30e) | Kings Park Stadium, Durban Arbitre : Mark Lawrence |
| 20 octobre 2012 16 h 30 UTC+2 |                                                                         |                |                                                              | Kings Park Stadium, Durban Arbitre : Mark Lawrence |

| 20 octobre 2012 19 h 00 UTC+2 | Golden Lions | 16 – 21 (3 – 6) | Western Province | Ellis Park Stadium, Johannesburg 12 666 spectateurs Arbitre : Marius Jonker |
| 20 octobre 2012 19 h 00 UTC+2 | Essai(s) : Rhodes (49e) Transformation(s) : Jantjies (50e) Pénalité(s) : Combrinck (17e), Jantjies 2 (44e, 79e) |                 | Essai(s) : Pietersen (72e), Fourie (80e) Transformation(s) : Pietersen (80e+1) Pénalité(s) : Catrakilis 2 (4e, 30e), Pietersen (76e) Carton(s) jaune(s) : van den Heever (6e) | Ellis Park Stadium, Johannesburg 12 666 spectateurs Arbitre : Marius Jonker |
| 20 octobre 2012 19 h 00 UTC+2 | |                 | | Ellis Park Stadium, Johannesburg 12 666 spectateurs Arbitre : Marius Jonker |

### Finale
| 27 octobre 2012 17 h 00 UTC+2 | Natal Sharks                                         | 18 – 25 (12 – 16) | Western Province | Kings Park Stadium, Durban Arbitre : Jaco Peyper |
| 27 octobre 2012 17 h 00 UTC+2 | Pénalité(s) : Lambie 6 (5e, 13e, 18e, 27e, 44e, 56e) |                   | Essai(s) : de Jongh (36e) Transformation(s) : Catrakilis (37e) Pénalité(s) : Catrakilis 3 (3e, 40e, 64e), Pietersen (33e) Drop(s) : Catrakilis 2 (66e, 76e) | Kings Park Stadium, Durban Arbitre : Jaco Peyper |
| 27 octobre 2012 17 h 00 UTC+2 |                                                      |                   | | Kings Park Stadium, Durban Arbitre : Jaco Peyper |

## Promotion-relégation
Les Free State Cheetahs conservent leur place dans l'élite en disposant des Eastern Province Kings lors des matchs de barrage aller-retour.
| 19 octobre 2012 19 h 10 UTC+2 | Free State Cheetahs | 53 – 14 (24 – 0) | Eastern Province Kings | Free State Stadium, Bloemfontein Arbitre : Jonathan Kaplan |
| 19 octobre 2012 19 h 10 UTC+2 |                     |                  |                        | Free State Stadium, Bloemfontein Arbitre : Jonathan Kaplan |
| 19 octobre 2012 19 h 10 UTC+2 |                     |                  |                        | Free State Stadium, Bloemfontein Arbitre : Jonathan Kaplan |

| 26 octobre 2012 19 h 10 UTC+2 | Eastern Province Kings | 6 – 16 (6 – 0) | Free State Cheetahs | Nelson Mandela Bay Stadium, Port Elizabeth Arbitre : Craig Joubert |
| 26 octobre 2012 19 h 10 UTC+2 |                        |                |                     | Nelson Mandela Bay Stadium, Port Elizabeth Arbitre : Craig Joubert |
| 26 octobre 2012 19 h 10 UTC+2 |                        |                |                     | Nelson Mandela Bay Stadium, Port Elizabeth Arbitre : Craig Joubert |